# Laurence Guillemard

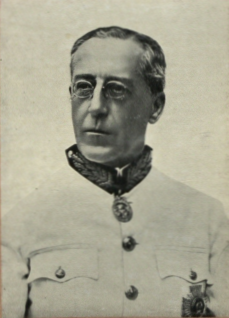
Laurence Guillemard, 1920

Sir Laurence Nunns Guillemard (* 7. Juni 1862 in London; † 13. Dezember 1951 ebenda) war britischer Beamter und Gouverneur sowie Hochkommissar (high commissioner) in britischen Besitzungen in Malaya zur Zeit des britischen Kolonialreiches.

## Leben
Laurence Guillemard genoss seine Bildung in der Charterhouse School in Godalming in Surrey sowie in der Trinity College in Cambridge. Danach war er ab 1886 im öffentlichen Dienst tätig, unter anderem (von 1892 bis 1902) als Sekretär der Schatzkanzler  Sir William Harcourt und später Michael Hicks Beach, des 1. Earls St. Aldwyn. Im Mai 1902 zum stellvertretenden Vorsitzenden der britischen Steuer- und Finanzbehörde (Board of Inland Revenue) ernannt, wo er bereits seit 1888 arbeitete. Seine Karriere in Großbritannien beendete er 1919, als ihm das Angebot unterbreitet wurde, das Amt des Gouverneurs von Straits Settlements und somit auch des Hochkommissars der Federated Malay States in Singapur zu übernehmen. Das Amt übernahm er im Februar 1920. Er war der einzige Gouverneur der Straits Settlements, der zuvor keine Erfahrung mit der Leitung einer Kolonie hatte.
Während seines Amtierens in Singapur setzte er sich für den Ausbau der King Edward VII Medical School zur College of Medicine Building 1921 ein, die 1949 zur medizinischen Fakultät der Universität Malaya und 1982 der National University of Singapore wurde. Ferner eröffnete er im März 1921 das neue Singapore General Hospital (SGH). Er veranlasste auch den Bau eines 1 km langen Dammes zwischen Singapur und Johore auf der malaysischen Halbinsel, des Johor–Singapore Causeway, das 1923 fertig gestellt wurde und seitdem verkehrsmäßig Singapur mit dem Festland verbindet.
Am 3. Juni 1927 wurde Guillemard in seinem Amt durch Hugh Clifford abgelöst und beendete im gleichen Jahr seine Beamtenkarriere.

## Auszeichnungen
- Guillemard wurde 1910 zum Knight Commander des Order of the Bath (KCB)[4]
- und 1923 zum Knight Commander des Order of St Michael and St George (KCMG) geadelt[5] sowie am 31.  Dezember 1926 zum Knight Grand Cross (GCMG) des gleichen Ordens[6]